# تینیشتی ناد اورلیتسی
تینیشتی ناد اورلیتسی (به چکی: Týniště nad Orlicí) یک منطقهٔ مسکونی و شهرستان دارای شهرک سابقاً روستا در جمهوری چک است که در شهرستان ریخنوف ناد کنیژنوو واقع شده‌است. تینیشتی ناد اورلیتسی ۶٬۲۳۴ نفر جمعیت دارد.